# Adamas Koudou
Adamas Koudou de son vrai nom à l'état civil Komi Dovi Koudou est un entrepreneur en série, éducateur, auteur, coach, et conférencier togolais, basé à Lomé, au Togo. qui s'est fait connaître en tant que promoteur du thé thérapeutique africain  Natuthé Kinkeliba, qui produit plus de 20.000 boîtes de thé de Kinkeliba chaque mois au Togo et le commercialise au Burkina Faso, au Gabon, en Côte d’Ivoire, au Bénin et au Japon,.
Il est cofondateur de l’entreprise Natuthé Sarl ainsi que fondateur d'Afriqu'Infusion, de Bio Afrique, et du cabinet Koudou’s Expertise.
Il est actuellement le directeur académique de la MasterCoach PPDC,, secrétaire général du CACMES, promoteur du Sommet National du Leadership Féminin (SNLF) et de Nyonufia JFL Togo,.

## Biographie

### Enfance et études
Adamas est issu d'une famille polygame de treize enfants, sa mère a huit enfants et trois garçons dont il est le dernier garçon du côté maternel et l'avant dernier enfant de la famille. Il est né le 13 juillet 1985 dans la ville de Notsé, d'un père, ex-cadre à l'ancienne Société Togolaise du Coton et d'une mère ménagère.
De famille modeste, Il rencontre des difficultés de financement scolaire, mais obtient quand même son baccalauréat et s'inscrit dans la faculté des Sciences d’Économie et de Gestion à l'université de Lomé.. Il s'en sort néanmoins en 2009 avec une Maîtrise Es-Science de Gestion option Marketing & Stratégie d’Entreprise et Docteur honoris causa en coaching & développement personnel,,.

## Histoire et carrière
Il commence par la vente des compléments alimentaires et des produits extérieurs au campus universitaires de Lomé pour une société américaine, c'est à partir de cette expérience que lui vient sa passion pour le marketing de réseau. Il se fait engagé à IDH Microfinance comme agent de développement du réseau financier et après à Moov Togo comme commercial et chef de secteur pour quelque temps.
En 2009, il crée sa première entreprise qui offre la possibilité aux foyers de s’acquérir le gaz en plusieurs mensualités et enchaîne de petits boulots comme:  conducteur de taxi-moto, distributeur de savon et livreur de bouteilles de gaz à crédit mais peu de temps  dans la même année, l'idée lui vient de valoriser les plantes médicinales en Afrique par la transformation du Kinkeliba sous forme de thé, en participant à la 3e édition de l’Académie de l’Entrepreneuriat à Cotonou au Bénin organisé par la Jeune Chambre Internationale (JCI Océan Bénin) sous le parrainage de l'Agence Nationale des Petites et Moyennes Entreprises (ANPME).
De retour dans son pays, pendant la foire, il s'approcha du stand du ministère du Développement à la Base en faisant une doléance pour son projet qui a été approuvé plus tard. Dans le courant de l'année 2012, Adamas Koudou bénéficie alors du soutien financier et de la formation du Fonds d'Appui aux Initiatives Économiques des Jeunes (FAIEJ) pour démarrer ses activités; c'est ainsi qu'il se lance dans la transformation agroalimentaire, du Kinkeliba qui est une plante aux propriétés digestives et curatives dont il fut l'exemple en évitant une opération chirurgicale de foie grâce à sa consommation continue  qui a pu soulagé sa maladie hépatique.
En 2013, il crée sa structure Natuthé Sarl avec premier produit, les graines du Kinkeliba comme thé nutritionnel et le commerciale en 2014 dans les pharmacies et cafétéria de la place  et  points de vente à Lomé, Kara, Notsé, Sokodé.
En 2019, il lance le projet 1000 cafétérias Thé Kinkeliba dans l'objectif de fournir les produits à 1000 cafétérias à travers le Togo.et l'année prochaine, en 2020; il lance une cagnotte par un financement participatif qui lui rapporta 20 millions de francs CFA pour avoir des machines de production. Il accompagne souvent les jeunes entrepreneurs par des coaching et éveil de conscience à travers plusieurs séminaires, comme le Sommet National du Leadership Féminin (SNLF) par l’ONG PPDC Africa,.
Adamas est porte-parole des jeunes du PND, encourager et considérer comme ami de Faure Essozimna Gnassingbé (Président de la République togolaise),.

## Ouvrages
- Adamas Koudou (préf. Nabou Fall), Les 21 leçons stratégiques pour mieux comprendre le coaching et s’établir coach de pleine légitimité, 2021[8],[33].

## Prix, distinctions et récompenses
- 2014 : Prix du meilleur projet lors des Journées de l'Entrepreneuriat et du Développement (JED)[34].
- 2016 : Prix talent du monde UEMOA reçu à Dinard en Bretagne (France)[1],[3].
- 2019 : Prix au concours du Meilleurs Jeunes Entrepreneurs à la 3e édition[35].
- 2019 : Nomination à la 3e édition du concours Meilleurs Jeunes Entrepreneurs qui s'est organisée à  la place des banquets du palais de la présidence de la république Togolaise à Lomé par le ministère chargé de la jeunesse au Togo[36],[37].
- 2019 : Meilleur entrepreneur senior au Togo[38].
- 2019 : Nomination en docteur honoris causa en coaching et développement personnel à la nuit des coachs organisé par  Lys coaching[13],[6],[5].
- 2019 : Prix Imbattables de reconnaissance pour ses actions dans diverses activités[3].
- 2019 : Reconnaissance parmi les Top 10 Personnalités ayant Influencé le Togo en tant que Citoyen d’Honneur[3].
- 2019 : Prix Talent du Monde en France[10].
- 2022 : Meilleur jeune leader de l'année par Togo Top Impact[39].

### Décorations
- 2019: Chevalier du Mérite agricole au Togo[1],[3].
- 2017:  Chevalier de l'Ordre national du Mérite ( Togo)[4].